# 北海道・東北地方の重要文化財一覧
北海道・東北地方の重要文化財一覧（ほっかいどう・とうほくちほうのじゅうようぶんかざい いちらん）
本項は、日本の文化財保護法に基づき同国の文部科学大臣が指定した重要文化財（美術工芸品）の所有者別一覧である。本一覧には北海道及び東北6県所在分を収録する。

## 凡例

### 収録対象
- 本一覧の収録対象は、日本の文化財保護法第27条第1項に基づき文部科学大臣が指定した重要文化財のうち、「美術工芸品」に分類されるものである。重要文化財のうち「建造物」については、本一覧には収録していない。
- 当地域にある重要文化財建造物については、別項「北海道・東北地方にある建造物の重要文化財一覧」を参照。
- ○印を付した物件は国宝である。なお、文化財保護法の規定では、国宝は重要文化財指定物件のうちから指定することとされている（同法第27条第2項）。
- 3件以上の重要文化財を有する社寺、博物館等で、ウィキペディア日本語版に記事があり、かつ、記事中に当該社寺、博物館等所有の文化財一覧が含まれている場合は、記事へのリンクのみを掲載した。これに該当する社寺、博物館等については、「一覧 (1)」に収録した。
- 日本国（文化庁）所有の考古資料のうち、出土地の地方公共団体によって保管・管理されているものについては、実際の保管先である都道府県の欄に記載した（例：「土面 北海道千歳市ママチ遺跡出土」は、文化庁の所在地である東京都の欄ではなく、保管先である北海道の欄に記載）。ただし、個人コレクション等からの購入によって日本国（文化庁）所有となった考古資料については上記に該当しない。
- 所有者が宗教法人・公益法人以外の法人（株式会社等）である場合は、法人名を省略し、単に「法人」と表記した。ただし、当該法人がギャラリー、資料館等を開設し、自ら文化財の公開を行っている場合はこの限りでない。
- 所有者の住所と文化財の保管場所とは必ずしも同一とは限らない。また、社寺、個人等所有の国宝・重要文化財については、国立・県立の博物館等に寄託されているものが多い。
- 文化庁の調査により「所在不明」とされている重要文化財については、「（所在不明）」と記し、旧所在地の都道府県の欄に収録した[1][2][3]。

### 典拠
- 2000年までの指定物件については文化庁編『国宝・重要文化財総合目録』（第一法規、1980）および『国宝・重要文化財大全 別巻』（所有者別総合目録・名称総索引・統計資料）（毎日新聞社、2000）を典拠とし、それ以降の新規指定、名称変更等については官報告示による。なお、所有者・所在場所の変更については、移動先の地方公共団体の文化財一覧、博物館の公式サイト等によって確認できる場合には、それを反映している。
- 個人所有物件については、原則的には『国宝・重要文化財大全 別巻』（所有者別総合目録・名称総索引・統計資料）に基づき、該当する都道府県の欄の最後に記載した。ただし、県境を越えての移動、個人から博物館等への所蔵先変更が、移動先の地方公共団体の文化財一覧、博物館の公式サイト等によって確認できる場合には、それを反映している。

## 北海道
日本国（文化庁）所有
- 土面 附:石器類一括 北海道千歳市ママチ遺跡出土 縄文時代（北海道立埋蔵文化財センター保管）
- 北海道有珠モシリ遺跡出土品 続縄文時代（伊達市開拓記念館保管）
- 北海道元江別1遺跡出土品 続縄文時代（江別市郷土資料館保管）

北海道（北海道立文書館保管）
- 箱館奉行所文書 167点
- 開拓使文書7832点

北海道（北海道立埋蔵文化財センター保管）
- 北海道美々8遺跡出土品（擦文時代・アイヌ文化期）

北海道大学（北海道大学附属図書館保管）
- カラフトナヨロ惣乙名文書（ヤエンコロアイヌ文書）（13通） 2巻[4]

江別市（江別市郷土資料館保管）
- 北海道江別太遺跡出土品（続縄文時代）

千歳市
- 動物形土製品 北海道千歳市美々第四遺跡出土

恵庭市（恵庭市郷土資料館保管）
- 北海道カリンバ遺跡墓坑出土品（縄文時代）

帯広市（帯広百年記念館保管）
- 北海道八千代A遺跡出土品（縄文時代）

伊達市（だて歴史文化ミュージアム保管）
- 北海道有珠モシリ遺跡出土品（縄文・続縄文時代）

善光寺 伊達市有珠町
- 蝦夷三官寺善光寺関係資料

函館市（函館市縄文文化交流センター保管）
- ○土偶 北海道函館市著保内野遺跡出土
- 北海道豊原4遺跡土坑出土品

函館市（市立函館博物館保管）
- 北海道志海苔中世遺構出土銭 387514枚（附：甕3点）

 高野寺  函館市住吉町
- 木造大日如来坐像

松前町（松前町郷土資料館保管）
- 銀板写真（松前勘解由と従者像）エリファレット・ブラウン・ジュニア撮影 1854年（附：添状）

知内町（知内町郷土資料館保管）
- 北海道湯の里4遺跡土壙出土品（旧石器時代）

八雲町（八雲町郷土資料館保管）
- 北海道コタン温泉遺跡出土品（縄文時代）

上ノ国町
- 北海道上之国勝山館跡出土品（室町・桃山時代）

今金町（ピリカ旧石器文化館保管）
- 北海道美利河1遺跡出土品（旧石器時代）

 等澍院  様似郡様似町本町
- 蝦夷三官寺等澍院関係資料

遠軽町（遠軽町埋蔵文化財センター保管）
- ◯北海道白滝遺跡群出土品（旧石器時代）

 国泰寺  厚岸郡厚岸町湾月町
- 蝦夷三官寺国泰寺関係資料

羅臼町（羅臼町郷土資料館保管）
- 北海道松法川北岸遺跡出土品（オホーツク文化期）

枝幸町
- 北海道目梨泊遺跡出土品（オホーツク文化期）

礼文町（礼文町郷土資料館保管）
- 北海道船泊遺跡出土品（縄文時代）

個人
- 太刀 銘国俊
- 刀 無銘 伝 来国行

個人
- 後鳥羽天皇宸翰熊野懐紙（山路眺望 暮里神楽）

個人（市立函館博物館保管）
- 銀板写真（石塚官蔵と従者像）エリファレット・ブラウン・ジュニア撮影 1854年（附：添状2通、ウィリアムス・羅森合筆扇面）

## 青森県

### 一覧 (1)
3件以上の重要文化財を有する社寺、博物館等で、ウィキペディア日本語版に記事があり、かつ、記事中に当該社寺、博物館等所有の文化財一覧が含まれているものについては、本欄に記載する。
以下の社寺等が所蔵する重要文化財については、リンク先の当該社寺等の項目を参照のこと。
- 櫛引八幡宮

### 一覧 (2)
一覧 (1) に記載した以外の社寺等所有の文化財については以下に記載する。
青森県（青森県立郷土館保管）
- 青森県宇鉄遺跡出土品（弥生時代）
- 青森県大石平遺跡出土品（縄文時代）
- 青森県三内丸山遺跡出土品（縄文時代）

八戸市（八戸市埋蔵文化財センター是川縄文館保管）
- 青森県是川遺跡出土品
- ○土偶 青森県風張1遺跡出土
- 青森県風張1遺跡出土品（縄文時代）

八戸市（八戸市博物館保管）
- 青森県丹後平古墳群出土品

弘前市（藤田記念庭園内考古館保管）
- 青森県砂沢遺跡出土品（弥生時代）

弘前市（弘前市立博物館保管）
- 猪形土製品 青森県十腰内2遺跡出土

高照神社 弘前市高岡
- 太刀 銘友成作
- 太刀 銘真守

 長勝寺   弘前市西茂森
- 銅鐘 嘉元四年銘

むつ市
- 青森県二枚橋2遺跡出土品（縄文時代）

常念寺 むつ市田名部町
- 木造阿弥陀如来坐像

つがる市
- 青森県石神遺跡出土品（縄文時代）

野辺地町（野辺地町立歴史民俗資料館保管）
- 土偶 青森県有戸鳥井平4遺跡出土
- 赤漆塗木鉢 青森県向田18遺跡出土

 大円寺  南津軽郡大鰐町蔵館　
- 木造阿弥陀如来坐像

五戸町
- 青森県薬師前遺跡墓坑出土品（縄文時代）

個人
- 刀 無銘 伝 来国光（1959年指定）

## 岩手県

### 一覧 (1)
3件以上の重要文化財を有する社寺、博物館等で、ウィキペディア日本語版に記事があり、かつ、記事中に当該社寺、博物館等所有の文化財一覧が含まれているものについては、本欄に記載する。
以下の社寺等が所蔵する重要文化財については、リンク先の当該社寺等の項目を参照のこと。
- 黒石寺
- 中尊寺

以下の寺院（中尊寺の子院）が所蔵する重要文化財については、中尊寺の項目を参照のこと。
円乗院、願成就院、観音院、金剛院、金色院、地蔵院、大長寿院、瑠璃光院、中尊寺他十七箇院

### 一覧 (2)
一覧 (1) に記載した以外の社寺等所有の文化財については以下に記載する。
日本国（文化庁）所有
- 土偶頭部 盛岡市繋萪内遺跡（岩手県立博物館保管）
- 土偶 岩手県紫波郡都南村（現・盛岡市）手代森出土（岩手県立博物館保管）
- 岩手県八天遺跡土壙出土品 縄文時代（北上市立博物館保管）
- 白磁水注 岩手県志羅山遺跡出土 平安時代（平泉文化遺産センター保管）

岩手県（岩手県立博物館保管）
- 太刀 銘助真
- 岩手県平泉遺跡群（柳之御所遺跡）出土品

岩手県（岩手県立盛岡工業高等学校保管）
- 平削盤 明治12年製（愛知県犬山市・博物館明治村寄託）

盛岡市（遺跡の学び館保管）
- 深鉢形土器7個 盛岡市繋出土

盛岡市（もりおか歴史文化館保管）
- 白地天鵞絨陣羽織・緋地羅紗合羽
- 銅鐘 金の大（泰）和六年正月日の銘あり

源勝寺 盛岡市北山
- 銅造観音菩薩立像

桜山神社 盛岡市内丸
- 刀 無銘伝 来国長作

勝行院 花巻市鍛冶町
- 木造阿弥陀如来坐像

成島毘沙門堂 花巻市東和町北成島5区
- 木造兜跋毘沙門天立像（附 木造二鬼坐像2躯）
- 木造伝吉祥天立像

極楽寺 北上市稲瀬町内門岡	
- 銅龍頭4頭
- 銅錫杖頭

万福寺 北上市黒沢尻町立花
- 木造毘沙門天立像
- 木造二天王（持国天・増長天）立像

奥州市（奥州市立水沢図書館保管）
- 留守家文書（107通）6巻、7冊、3通

奥州市（奥州市立高野長英記念館保管）
- 高野長英関係資料

愛宕神社（毘沙門堂）奥州市江刺藤里智福
- 木造兜跋毘沙門天立像

涌津八幡神社 一関市花泉町涌津
- 鉄五輪塔地輪 文永五年銘

東川院 一関市大東町渋民
- 木造観音菩薩坐像

天台寺 二戸市浄法寺町御山久保
- 木造十一面観音立像
- 木造聖観音立像

平泉町（平泉文化遺産センター保管）
- 岩手県平泉遺跡群出土品

千手院 平泉町平泉花立
- 鉄樹2基（毛越寺保管）

一戸町 二戸郡一戸町
- 岩手県蒔前遺跡出土品（縄文時代）

## 宮城県

### 一覧 (1)
3件以上の重要文化財を有する社寺、博物館等で、ウィキペディア日本語版に記事があり、かつ、記事中に当該社寺、博物館等所有の文化財一覧が含まれているものについては、本欄に記載する。
以下の社寺、博物館等が所蔵する重要文化財については、リンク先の当該社寺、博物館等の項目を参照のこと。
- 瑞巌寺
- 仙台市博物館

### 一覧 (2)
一覧 (1) に記載した以外の社寺等所有の文化財については以下に記載する。
日本国（文化庁）所有
- 多賀城碑 天平宝字六年（多賀城市市川所在）

宮城県（宮城県図書館保管）
- 坤輿万国全図（版本）万暦三十年刊記 6幅（附 坤輿万国全図（着色）6幅）
- 陸奥国仙台領元禄国絵図関係資料 265点（附 文書箱5合）

宮城県（東北歴史博物館保管）
- 白長覆輪太刀
- 埴輪武装男子半身像 群馬県佐波郡赤堀村出土
- 硬玉製有孔玉器 伝岩手県下閉伊郡新里村和井内出土
- 硬玉製磨製石斧 伝青森県西津軽郡木造町亀ヶ岡出土
- 宮城県里浜貝塚出土品
- 宮城県田柄貝塚出土品

東北大学 仙台市青葉区片平
- ○類聚国史 巻第廿五
- ○史記 孝文本紀第十
- 埴輪甲2箇・埴輪家残欠1箇分・埴輪円筒1箇 宮城県名取市下増田出土
- 陸前沼津貝塚出土品

仙台市（仙台市天文台保管）
- 仙台藩天文学器機（渾天儀、天球儀（大・小）、象限儀）

仙台市
- 仙台市博物館保管分は、同館の項を参照

亀岡八幡宮 仙台市青葉区川内亀岡町
- 太刀 銘備州長船住義光 建武二二（四）年十二月日

龍宝寺 仙台市青葉区八幡
- 木造釈迦如来立像

鹽竈神社 塩竈市一森山　
- 太刀 銘来国光（附 糸巻太刀拵）
- 太刀 銘雲生（附 黒漆太刀拵）

石巻市
- 木造十一面観音立像（所在石巻市給分浜）
- 岩版　宮城県登米郡米山町中津山網場出土

 熊野那智神社  名取市高舘吉田舘山
- 熊野那智神社懸仏37面･銅鏡4面

新宮寺 名取市高館熊野堂
- 熊野新宮寺一切経 2568巻

 高蔵寺  角田市高倉
- 木造阿弥陀如来坐像

お薬師様文化財保存会 大崎市田尻小松
- 木造千手観音坐像（附 木造不動明王・毘沙門天立像）

御嶽神社 栗原市花山本沢久保
- 銅造蔵王権現立像（所在不明（盗難））

大徳寺 登米市津山町横山
- 木造不動明王坐像

双林寺 栗原市築館薬師台
- 木造薬師如来坐像
- 木造二天立像

松島町 宮城郡松島町
- 観瀾亭障壁画 21面
  - 紙本金地著色檜槇図 床貼付3、襖貼付6
  - 紙本金地著色笹図 障子腰貼付12

 大高山神社  柴田郡大河原町金ヶ瀬
- 鰐口 正応六年銘

## 秋田県
秋田県（秋田県立博物館保管）
- 人面付環状注口土器 潟上市昭和大久保 狐森遺跡出土 縄文時代
- 磨製石斧 4箇 秋田県雄勝郡東成瀬村田子内 上掵遺跡出土 縄文時代

秋田県（秋田県立近代美術館保管）
- 絹本著色不忍池図 小田野直武筆
- 絹本著色唐太宗花鳥図3幅 小田野直武筆

全良寺 秋田市八橋本町
- 銅造阿弥陀如来坐像

神明社 横手市神明町
- 銅錫杖頭 正元元年銘

 水神社  大仙市豊川
- ○線刻千手観音等鏡像

浄蓮寺 大仙市角間川町東本町
- 絹本著色当麻曼荼羅図

北秋田市
- 秋田県胡桃館遺跡出土品（平安時代）

個人
- 因幡権守重隆家歌合

個人
- 菅江真澄遊覧記（自筆本） 77冊12帖

個人
- 絹本著色松に唐鳥図 佐竹曙山筆

## 山形県

### 一覧 (1)
3件以上の重要文化財を有する社寺、博物館等で、ウィキペディア日本語版に記事があり、かつ、記事中に当該社寺、博物館等所有の文化財一覧が含まれているものについては、本欄に記載する。
以下の社寺、博物館等が所蔵する重要文化財については、リンク先の当該社寺、博物館等の項目を参照のこと。
- 上杉神社
- 蟹仙洞
- 慈恩寺
- 致道博物館
- 出羽三山神社（月山神社出羽神社湯殿山神社）
- 本間美術館
- 米沢市上杉博物館
- 立石寺

### 一覧 (2)
一覧 (1) に記載した以外の社寺等所有の文化財については以下に記載する。
日本国（文化庁）所有
- 彩漆土器 6箇 附:残欠4箇分 山形県押出遺跡出土 縄文時代（山形県立うきたむ風土記の丘考古資料館保管）

山形県（うきたむ風土記の丘考古資料館保管）
- 山形県押出遺跡出土品（縄文時代）

山形県（山形県立博物館保管）
- ○土偶 山形県西ノ前遺跡出土（附：土偶残欠47箇）

山形県（山形県埋蔵文化財センター保管）
- 山形県水木田遺跡出土品（縄文時代）

山形大学
- 中条家文書 233通（附：中条家家譜類1巻5冊）

 吉祥院  山形市千手堂
- 木造観世音菩薩立像

光明寺 山形市七日町
- 紙本著色遊行上人絵 伝狩野宗秀筆 10巻

慈光明院 山形市七日町
- 金銅装笈
- 東大寺庄園文書目録 残巻（仁平三年四月廿九日）
- 華厳孔目抄発悟記 巻第五 凝然筆 弘安九年撰述奥書

宝積院 山形市鮨洗
- 木造十一面観音立像

山形美術館 山形市大手町
- 紙本淡彩奥の細道図 与謝蕪村筆 六曲一隻 安永八年（附:俳人色紙短冊等貼交六曲屏風 一隻）

大物忌神社 酒田市本楯
- 太刀 無銘

 金峯神社  鶴岡市青龍寺
- 銅鉢 正和二年銘

 善寳寺  鶴岡市下川
- 絹本著色王昭君図 菱田春草筆

 大日坊  鶴岡市大網
- 銅造如来立像

黒川能上座 鶴岡市黒川
- 能装束 紅地蜀江文黄緞狩衣・白地草花海賦文辻ヶ花染肩裾小袖

黒川能下座 鶴岡市黒川
- 能装束 藍紅紋紗地太極図印金狩衣

昌林寺 天童市貫津
- 木造十一面観音像懸仏

若松寺 天童市山元
- 板絵著色神馬図 郷目貞繁筆 永禄六年奉納の記あり
- 金銅聖観音像懸仏 弘長三年銘

米沢市
- 米沢市上杉博物館の項を参照

 松岬神社  米沢市丸の内　
- 太刀 銘助宗 拵革柄革包太刀 上杉景勝所用

法音寺 米沢市御廟
- 金銅密教法具（五鈷杵1口、種子五鈷鈴2口） 種子五鈷鈴のうち1口に貞応三年、1口に仁治二年の刻銘がある[5][6]

正源寺 最上郡真室川町神町
- 土偶 山形県最上郡真室川町釜淵字五郎前出土

山神社 最上郡真室川町内町
- 銅造如来倚像

 掬粋巧芸館  東置賜郡川西町大字中小松
- 染付飛鳳唐草文八角瓢形花生

 鳥海山大物忌神社  飽海郡遊佐町吹浦
- 鳥海山大物忌神社文書

## 福島県

### 一覧 (1)
3件以上の重要文化財を有する社寺等で、ウィキペディア日本語版に記事があり、かつ、記事中に当該社寺等所有の文化財一覧が含まれているものについては、本欄に記載する。
以下の社寺、博物館等が所蔵する重要文化財については、リンク先の当該社寺、博物館等の項目を参照のこと。
- 勝常寺

### 一覧 (2)
一覧 (1) に記載した以外の社寺等所有の文化財については以下に記載する。
福島県（福島県立博物館保管）
- 絹本著色阿弥陀二十五菩薩来迎図
- 椿彫木彩漆笈

福島県（県立磐城高等学校保管）
- 埴輪男子胡坐像（附:埴輪女子像、埴輪跪坐像残欠等）福島県平市神谷作字腰巻出土

福島県（福島県文化財センター白河館保管）
- 福島県法正尻遺跡出土品（縄文時代）

福島市（福島市資料展示室保管）
- 土偶 福島県上岡遺跡出土

 陽泉寺  福島市下鳥渡
- 木造釈迦如来坐像 応安四年銘

真浄院 福島市清明町
- 鍍金金剛鈴・金剛杵

大蔵寺 福島市小倉寺字拾石
- 木造千手観音立像

天王寺 福島市飯坂町天王寺
- 陶製経筒 承安元年銘（岩代国飯坂天王寺山経塚出土）

如宝寺 郡山市堂前町
- 石造笠塔婆 承元二年銘（考古資料）
- 板石塔婆 建治二年銘（考古資料）

須賀川市（須賀川市立博物館保管）
- 銅版画東都名所図（25図）1帖（附:原版5枚）・銅版画見本帖（12図）1帖（附:原版1枚）亜欧堂田善筆

日枝神社 須賀川市西川字坂ノ上
- 岩代米山寺経塚出土品

白河市
- 白河結城家文書 90通

いわき市
- 絹本著色阿弥陀三尊像
- 銅造阿弥陀如来及両脇侍立像

白水阿弥陀堂 いわき市内郷白水町広畑（所有者：願成寺）
- 木造阿弥陀如来及び両脇侍像
- 木造持国天立像（伝広目天）・多聞天立像

 飯野八幡宮  いわき市平八幡小路
- 大薙刀 銘備州長船住盛景 貞治六年十一月日

長福寺 いわき市小川町下小川
- 木造地蔵菩薩坐像 元亨四年院誉作（附:像内納入品）

長隆寺 いわき市四倉町長友字大宮作
- 木造地蔵菩薩立像

能満寺 いわき市常磐西郷町
- 木心乾漆虚空蔵菩薩坐像

薬王寺 いわき市四倉町薬王寺
- 絹本著色弥勒菩薩像
- 木造文殊菩薩騎獅像
- 厨子入金銅宝篋印舎利塔

阿弥陀寺 南相馬市鹿島区南屋形
- 刺繍阿弥陀名号掛幅

会津若松市
- 会津大塚山古墳出土品

金剛寺 会津若松市七日町
- 金銅双竜双鳥文磬 正応六年銘

宗英寺 会津若松市天寧寺町
- 厨子入木造蘆名盛氏坐像

 新宮熊野神社  喜多方市慶徳町新宮
- 銅鉢

 願成寺  喜多方市上三宮町上三宮
- 木造阿弥陀如来及両脇寺坐像

 示現寺  喜多方市熱塩加納町熱塩甲
- 椿彫木彩漆笈

熊野神社 喜多方市慶徳町新宮
- 銅鉢 暦応四年銘

中善寺 喜多方市関柴町関柴
- 木造薬師如来坐像

 都々古別神社  東白川郡棚倉町馬場
- 長覆輪太刀 中身無銘
- 長覆輪太刀 中身無銘
- 赤糸威鎧残欠 附 二十五間四方白星兜鉢

 都々古別神社  東白川郡棚倉町八槻
- 銅鉢4口

楢葉町
- 磐城楢葉天神原遺跡出土品（弥生時代）

西光寺 耶麻郡西会津町上野尻
- 紙本著色蒲生氏郷像

 恵日寺  耶麻郡磐梯町磐梯　
- 白銅三鈷杵

 土津神社  耶麻郡猪苗代町字見祢山　
- 太刀 銘吉房

 恵隆寺  河沼郡会津坂下町塔寺
- 木造千手観音立像

 心清水八幡神社  河沼郡会津坂下町塔寺
- 塔寺八幡宮長帳 8巻
- 鰐口 至徳四年銘

浄泉寺 河沼郡会津坂下町青津本丁
- 木造薬師如来坐像（会津坂下町大上字村北 上宇内薬師堂所在）

 伊佐須美神社  大沼郡会津美里町宮林
- 朱漆金銅装神輿

 弘安寺  大沼郡会津美里町米田
- 銅造十一面観音及脇侍不動明王・地蔵菩薩立像 中尊光背文永十一年銘

 龍興寺  大沼郡会津美里町字龍興寺北
- ○一字蓮台法華経（開結共、巻第六欠）9巻

 法用寺  大沼郡会津美里町雀林
- 木造金剛力士立像

法幢寺 大沼郡会津美里町法幢寺南甲
- 銅造阿弥陀如来及両脇侍立像 中尊建治二年銘

三島町（三島町交流センター・福島県立博物館保管）
- 福島県荒屋敷遺跡出土品（縄文時代）

個人
- 白河結城家文書（30通）2巻（附：四月八日佐々宗淳書状）

個人
- 二彩浄瓶（附須恵器、黒色土器）福島県郡山市小原田町七ッ池（現・七ッ池町）出土（考古資料）

個人
- 大刀 切刃造
- 大刀 切刃造
- 大刀 鋒両刃造
- 大刀 鎬造

個人
- 飯野家文書 1683通

個人
- 木造吉祥天立像

## 補遺
（個人）
- 浜松千鳥図鐔 銘安親

もと北海道の個人所蔵。